# Journées Information Eaux
Pour les articles homonymes, voir JIE.
Les Journées Information Eaux (JIE) sont un congrès bi-annuel, rassemblant des spécialistes de l'eau à l'ENSI Poitiers, sur le domaine universitaire de Poitiers.

## Historique
Ce congrès scientifique est organisé depuis 1974 par l'École Nationale Supérieure d'Ingénieurs de Poitiers par l'intermédiaire du LCME (Laboratoire de Chimie et Microbiologie de l'Eau, maintenant équipe Eaux - Géochimie organique - Santé de l'IC2MP) et de l'APTEN (Association de Professionnels du Traitement des Eaux et des Nuisances). Cette dernière a été créée en 1970 c'est-à-dire avant que l'ESIP ne soit fondée. C'est au départ l'association des anciens diplômés de l'Université de Poitiers ayant bénéficié de l'option traitement des eaux. Avec la création de l'ENSI Poitiers et du diplôme Traitement des eaux et nuisances, c'est dès lors l'association se référant à cette formation.

## Présentation
Ce rassemblement permet aux professionnels de ce secteur de se tenir à jour et de bénéficier des informations sur les dernières avancées dans ce domaine.
Les JIE sont renommées à tel point que les ministres tels qu'en 1992 ceux de la recherche Hubert Curien et de l’environnement Ségolène Royal et en 1996 celui des PME, du commerce et de l’artisanat Jean-Pierre Raffarin y furent présents.
Les conférences de l'édition 2006 étaient axées sur trois thématiques: la problématique des eaux résiduaires industrielles et urbaines, la ressource et le traitement des eaux potables, et enfin le maintien de la qualité des réseaux.
La 19e édition s'est déroulée du 28 au 30 septembre 2010. Un partenariat avec l'ASTEE (Association scientifique et technique pour l’eau et l’environnement) a permis d'organiser une table ronde avec le grand public qui était convié.
L'édition 2012 a eu lieu du 25 au 27 septembre. Les conférences ont été réparties sur trois salles et il s'est déroulé près de 80 conférences. Il est à noter que cette édition fut la vingtième. Il y a eu une table ronde ouverte au public concernant la réutilisation de l'eau de pluie.
En 2014, le colloque s'est déroulé du 4 au 6 novembre 2014 et la table ronde a concerné la présence des médicaments dans l'eau.
La 22e édition, organisée conjointement avec le GRUTTEE (Groupement de Recherche Universitaire sur les Techniques de Traitement et d’Épuration des Eaux) comme en 1994, s'est déroulée du 11 au 13 octobre 2016. La table ronde grand public a concerné le «  Changement climatique et qualité des eaux : impact sur les ressources et adaptation des traitements ».
L'édition 2018 s'est déroulée du 9 au 11 octobre.
En 2020, les JIE se sont déroulées du 6 au 8 octobre de manière virtuelle en raison de la pandémie de COVID19.
La 25e édition du congrès fut de nouveau organisé en présentiel à l'ENSI Poitiers les 10, 11 et 12 octobre 2022.
Nous fêterons donc les 50 ans du Congrès lors de la 26e édition les 8, 9 et 10 octobre 2024 à l'ENSI Poitiers.